# Newsboy Legion
Newsboy Legion (dt.: Legion der Zeitungsjungen) ist der Titel einer Reihe von Comicgeschichten die der US-amerikanische Verlag DC-Comics seit 1942 veröffentlicht.
Genremäßig handelt es sich bei den Newsboy-Geschichten, in deren Mittelpunkt eine Gruppe pfiffiger Zeitungsjungen stehen, um eine Mischung aus den Bereichen Abenteuer- und Kriminalcomics. Seit den 1970er Jahren haben zudem Science-Fiction und Fantasy Einzug in die Reihe gehalten.

## Veröffentlichungsdaten
Der geistige Vater der Newsboy-Geschichten war der US-Amerikaner Jack Kirby, der seine Schöpfung erstmals in einer in dem Comicheft Star Spangled Comics #7 vom April 1942 veröffentlichten Geschichte vorstellte. Diese Geschichte – die Kirby zeichnete und zusammen mit seinem Partner Joe Simon verfasste – führte neben den handelnden Figuren auch den Schauplatz der Newsboy-Geschichten – das großstädtische Elendsviertel des sogenannten „Suicide Slums“ – ein und entwickelte zudem die ersten Handlungsstränge der Reihe.
In den folgenden knapp fünf Jahren veröffentlichte DC weitere Newsboy-Geschichten in Star Spangled Comics, bis die Reihe nach der Ausgabe #65 vom Januar 1947 aus der Serie herausgenommen wurde, um Platz für andere Features zu machen.
In den frühen 1970er Jahren kehrte Kirby – inzwischen zum populärsten Autoren und Zeichner der amerikanischen Comicbranche avanciert – zu seinem Jugendprojekt zurück und schuf dem veränderten Zeitgeist angepasste, neue Newsboy-Geschichten, die DC in der Serie Superman's Pal Jimmy Olsen veröffentlichte.
In den späten 1980er Jahren übernahmen die Autoren Roger Stern und Jerry Ordway die meisten von Kirbys Newsboy-Konzepten und bauten diese in die von ihnen betreuten Serien um den Superhelden Superman ein, in denen die Newsboys bis heute als gelegentliche Nebenfiguren und Hauptfiguren von Sub-Plots oder Backup-Geschichten figurieren. Zudem veröffentlicht DC von Zeit zu Zeit Sonderausgaben wie die von Karl Kesel verfasste Miniserie Guardians of Metropolis von 1994 in deren Mittelpunkt die Newsboy-Charaktere stehen.

## Handlung
Die frühen Newsboy-Geschichten der 1940er Jahre beschreiben die Abenteuer einer vierköpfigen Clique von Zeitungsjungen, die in einem üblen Viertel von New York City leben. Die Abenteuer variierten dabei zwischen vertrackten Alltagsproblemen, wie den Versuchen der Jugendfürsorge ihrer habhaft zu werden, Auseinandersetzungen mit anderen Kinderbanden und Streichen, die die Newsboys den Erwachsenen ihrer Umgebung spielen, und "ernsthaften Abenteuern" wie Kämpfe gegen kriminelle Banden wie die Intergang und – durch den Zeitgeist des Krieges bedingt – gegen deutsche und japanische Spione und Saboteure.
Die "Legion" besteht dabei aus vier Jungen: Dem hübschen Thomas Tompkins, genannt Thommy, dem Anführer der Gruppe, dem smarten Streber Anthon Rodriguez, der wegen seiner Neigung zum Sprücheklopfen Big Words genannt wird, dem draufgängerischen und hitzköpfigen Patrick MacGuire, genannt Scrapper, und dem verspielten John Gabrielli oder Gabby, einem besonders verträumten und verspielten Jungen mit einer blühenden Phantasie.
Ihren Bandennamen verdanken die Newsboys, allesamt Waisenkinder, dabei dem Umstand, dass sie ihren Lebensunterhalt mit dem Austragen von Zeitungen verdienen. Nachdem die Newsboys, trotz ihrer im Inneren hoch edlen Charakter, verschiedentlich mit dem Gesetz in Konflikt geraten, nimmt der für ihren Stadtteil zuständige Schutzmann Jim Harper sie unter seine Fittiche und wird zu ihrem Vormund und Ziehvater. Gemeinsam mit Harper, der im Geheimen ein Doppelleben als "Superheld" Guardian führt, bestehen die Newsboys in der Folge eine Reihe weiterer Abenteuer: Sie treten gegen Kriminelle wie Boss Moxie und den Crazy Quilt an und versuchen Haprers Identität mit dem Guardian zu beweisen – die sie argwöhnen, aber nicht mit Sicherheit wissen. Harper bestreitet diese stets und kann die Entlarvungsversuche der Newsboys letztlich immer durch verspielte Tricksereien vereiteln.
Die frühen Newsboy-Geschichten enden schließlich damit, dass Harper bei einem seiner Einsätze von einem Kriminellen erschossen wird.
Die "modernen" Newsboy-Geschichten der 1970er Jahre setzen eben dort wieder ein: In Superman's Pal Jimmy Olsen #133 vom Oktober 1970 erwecken die vier erwachsenen News"boys", die inzwischen als angesehene Wissenschaftler beim sogenannten „Cadmus-Projekt“ – einer streng geheimen Genforschungseinrichtung der US-Regierung, deren Hauptquartier sich in einer riesigen, aus kilometerlangen Gängen bestehenden, futuristischen Bunkeranlage unterhalb von Metropolis befindet – Harper zu neuem Leben, indem sie das Bewusstsein des Toten rekonstruieren und in einen Klon-Körper seines alten Leibes verpflanzen. Die vier Newsboys haben zudem mittlerweile eigene Söhne, die dem "wiedergeborenen" Guardian fortan bei seinen neuen Abenteuern beistehen. Hauptwidersacher der geklonten Newsboys ist dabei Dabney Donovan, ein verrückt gewordener ehemaliger Chefwissenschaftler von Cadmus. Ihre Hauptverbündeten beim Bestehen von Abenteuern sind neben Harper vor allem der junge Reporter Jimmy Olsen und sein Freund, der Superheld Superman sowie Angry Charlie ein von Donovan geschaffenes, holzfressendes lila "Kuschelmonster".
In den 1980ern wurde die Background-Story der zweiten Generation der Newsboys indessen in dem Heft Superman Annual # 2 von 1988 drastisch verändert: Autor Roger Stern etablierte dort, dass die zweiten Newsboys nicht die Söhne der ersten seien, sondern dass es sich bei diesen um identische jugendliche Klone von diesen handelt, die ein Außerirdischer namens Sleeze erschaffen hat während er die Anlagen von Cadmus zeitweise in seine Gewalt gebracht hat: In dieser Inkarnation teilen die jugendlichen zweiten Newsboys auf wundersame Weise die Kindheitserinnerungen ihrer genetischen Väter bis zu einem bestimmten Alter, so dass es ihnen vorkommt, als hätten sie deren Abenteuer selbst erlebt. Hinzu kommen außerdem zwei neue Newsboys, Walter Johnson, genannt Flip, der Klon eines schwarzhäutigen Direktoren der den ursprünglichen Newsboys nicht angehört hatte, sowie Roberta Harper, genannt Famous Bobby, eine Großnichte von Jim Harper.
Erneut unter die Aufsicht von Harper (dem Klon) gestellt nehmen die geklonten Newsboys ihre alte Abenteurer-Routine wieder auf. Neben dem Guardian stehen ihnen dabei erneut Superman, Jimmy Olsen, sowie der von Cadmus während Supermans vorübergehendem Ableben geschaffene jugendliche Superman-Klon Superboy als häufige "Komplizen" zur Seite.
Zu den modernen Abenteuern der Newsboys zählen dabei unter anderem ständige Versuche aus den Anlagen von Cadmus "auszubüchsen", um neue Abenteuer im Suicide Slum zu erleben, Abenteuerfahrten mit dem Whiz Wagon, einem fliegenden Cabriolet, die Befreiung von Superboy, einer Schöpfung des Cadmus-Projektes, aus dem Labortrakt der Einrichtung und schließlich die Rückgabe des gestohlenen "Leichnams" von Superman an dessen Hinterbliebene. Noch später verlassen beide Generationen der Newsboys Cadmus, als dieses von einem ominösen Regierungsbeamten namens Mickey Cannon übernommen wird, und beziehen Quartier in einer Werkstatt im Suicide Slum.

## Nebenfiguren

### Schurken-Figuren

#### Dabney Donovan
Dabney Donovan ist ein genialer Wissenschaftler, der früher einer der Direktoren des Projektes Cadmus war und mittlerweile einer der Hauptfeinde der Newsboys und von Superman ist. Donovan, dessen auffälligstes Merkmal eine Schweißerbrille ist, die er nahezu unentwegt im Gesicht trägt, tritt erstmals in dem Heft Superman’s Pal Jimmy Olsen #142 vom Oktober 1971 auf (Autor und Zeichner: J. Kirby). Dort wird er als exzentrischer Genetiker vorgestellt, der nur für seine – von ethischen Erwägungen unberührten – Forschung lebt, die im Wesentlichen auf die Produktion immer neuer Klone hinausläuft.
In seiner Debütgeschichte wird Donovan als ein ehemaliger Direktor von Cadmus vorgestellt, der sich nach einem Zerwürfnis mit den anderen Direktoren von Cadmus – die Donovan unethische Arbeitspraktiken vorwerfen – trennt, seinen eigenen Tod vortäuscht und in den Untergrund geht. Er errichtete sein eigenes Labor tief in den Katakomben unterhalb von Cadmus und setzt dort die Produktion seiner Klone fort. Diese Wesen, mit denen Donovan Metropolis immer wieder angreift, stellen Superman und die Mitarbeiter von Cadmus vor immer neue Probleme. Sein „Markenzeichen“ ist dabei, dass er immer wieder scheinbar stirbt, um dann doch wieder zurückzukehren, was meist darauf zurückzuführen ist, dass es sich bei diesen Toten lediglich um Klone handelt, die Donovan von sich selbst angefertigt hat, während der „wahre“ Donovan (Donovan Prime) bereits unversehrt entkommen ist.
Im Laufe der Zeit hat Donovan zahllose Kreaturen erschaffen, die den Newsboys und Superman teils als Freunde, teils als Feinde gegenüberstehen. So die Hairies, die DNAliens, die Unterweltler, die in der Kanalisation von Metropolis leben, und die Klone der von Apokolips stammenden Wissenschaftler Mokkari und Simyan. Eine weitere Schöpfung Donovans ist der Miniaturplanet Transsilvanien, der von mikroskopischen Kreaturen besiedelt ist, die Donovan seinen Lieblingsfiguren aus Horrorfilmen nachempfunden hat. 
Später erschafft Donovan gemeinsam mit dem Japaner Doktor Teng einen neuen, jüngeren und gesunden Klonkörper für den an unheilbarem Krebs erkrankten Lex Luthor, in den die beiden Wissenschaftler schließlich das Gehirn von Luthor hineinverpflanzen. Als Luthor versucht Donovan, einen unliebsamen Mitwisser seiner Wiedergeburt, zu ermorden, kann dieser entkommen und wird zu Luthors Feind. Fortan verwendet Donovan seine Energie darauf, Luthors Geschäfte zu sabotieren und dessen Firma LexCorp zu sabotieren. So hetzt er eine Gruppe von Jimmy Olsen Klonen auf Luthor und entfesselt eine „Klonseuche“, die Luthors Klonkörper zugrunde richtet. Außerdem nutzt Donovan das durch die Seuche verursachte Chaos, um den Cadmus Direktor Paul Westfield zu ermorden.
Später schließt sich Donovan zeitweise dem Verbrechersyndikat Intergang an, auf das er aufmerksam wird, als er den über 90-jährigen Moxie zufällig in den Katakomben unterhalb von Cadmus entdeckt. Hernach klont Donovan Moxie und dessen verstorbene Bandenmitglieder – typische Gangster der 1940er Jahre – und schenkt ihnen so ein „neues“ Leben, das diese nutzen, um ihre alte Tätigkeit erneut aufzunehmen. Gemeinsam mit Luthors verstoßener Ehefrau, der Contessa del Portenza, hetzt Donovan später einen von ihm geschaffenen Superman-Klon namens Bizarro auf Luthor, der dessen Tochter Lena entführt, und erst durch Supermans Eingreifen besiegt werden kann (Superman: Forever #1). Zuletzt wird Donovan von Superman ergriffen und kehrt als „arretierter Berater“ nach Cadmus zurück.

## Adaptionen
Im Fernsehen hatten die Newsboy einen Cameoauftritt in der Folge "Patriot Act" der Serie Die Liga der Gerechten (Justice League Unlimited).